# Asthenargellus
Asthenargellus är ett släkte av spindlar. Asthenargellus ingår i familjen täckvävarspindlar.
Kladogram enligt Catalogue of Life:
| Asthenargellus | \| \| Asthenargellus kastoni \| \| \| \| \| \| Asthenargellus meneghettii \| \| \| \| |
|                | \| \| Asthenargellus kastoni \| \| \| \| \| \| Asthenargellus meneghettii \| \| \| \| |
|                | Asthenargellus kastoni                                                                |
|                |                                                                                       |
|                | Asthenargellus meneghettii                                                            |
|                |                                                                                       |